# Siddiq Manzul
Siddiq Manzul   (Omdurman, 1932 - Sudan, 11 d'abril de 2003) fou un futbolista sudanès de la dècada de 1950.
Fou internacional amb la selecció de futbol del Sudan. Pel que fa a clubs, destacà a Al-Hilal Club.